# Cotorra cuallarga
La cotorra cuallarga (Psittacula longicauda) és una espècie d'ocell de la família dels psitàcids que habita zones boscoses de les illes Andaman, Nicobar, Malaia, Sumatra i Borneo.